# Roy Poole
Pour les articles homonymes, voir Poole (homonymie).
Roy Poole (né le 31 mars 1924 à  San Bernardino, mort le 1er juillet 1986 à Mount Kisco, État de New York) est un acteur américain de théâtre, cinéma et télévision.

## Biographie
Diplômé de l'Université de Stanford, il sert dans les forces spéciales de l'armée américaine durant la deuxième guerre mondiale.
Roy Poole joue après la guerre dans de nombreuses pièces à Broadway. Il apparait dans une soixantaine de films et téléfilms à partir de 1951.
Il est nommé en 1976 pour son rôle dans A Memory of Two Mondays / 27 Wagons Full of Cotton et remporte un Obie award en 1983.

## Théâtre
- 1957 : I Knock at the Door
- 1959 : Flowering Cherry
- 1960 : Face of a Hero
- 1969-1972 : 1776
- 1971 : Scratch
- 1975 : Death of a Salesman
- 1976 : Boy Meets Girl
- 1976 : A Memory of Two Mondays / 27 Wagons Full of Cotton

## Cinéma
- 1962 : Allô, brigade spéciale : Brad
- 1967 : Escalier interdit : McHabe
- 1969 : Gaily, Gaily : Dunne
- 1972 : 1776 de Peter H. Hunt : Stephen Hopkins
- 1975 : Mandingo : Docteur Redfield
- 1978 : Betsy : John Duncan
- 1980 : Brubaker : Dr Gregory
- 1982 : Otages : Walter Kurner
- 1982 : The End of August : Dr. Mandalet

## Télévision
- 1951 : Search for Tomorrow
- 1978 : Roll of Thunder, Hear My Cry